# San Antonio de los García
San Antonio de los García är en ort i Mexiko.   Den ligger i kommunen Cuencamé och delstaten Durango, i den centrala delen av landet, 700 km nordväst om huvudstaden Mexico City. San Antonio de los García ligger 2 181 meter över havet och antalet invånare är 254.
Terrängen runt San Antonio de los García är en högslätt. Runt San Antonio de los García är det glesbefolkat, med 18 invånare per kvadratkilometer. Närmaste större samhälle är Ramón Corona, 9,2 km sydost om San Antonio de los García. Omgivningarna runt San Antonio de los García är i huvudsak ett öppet busklandskap.